# Maskenfest beim Volk der Asmat

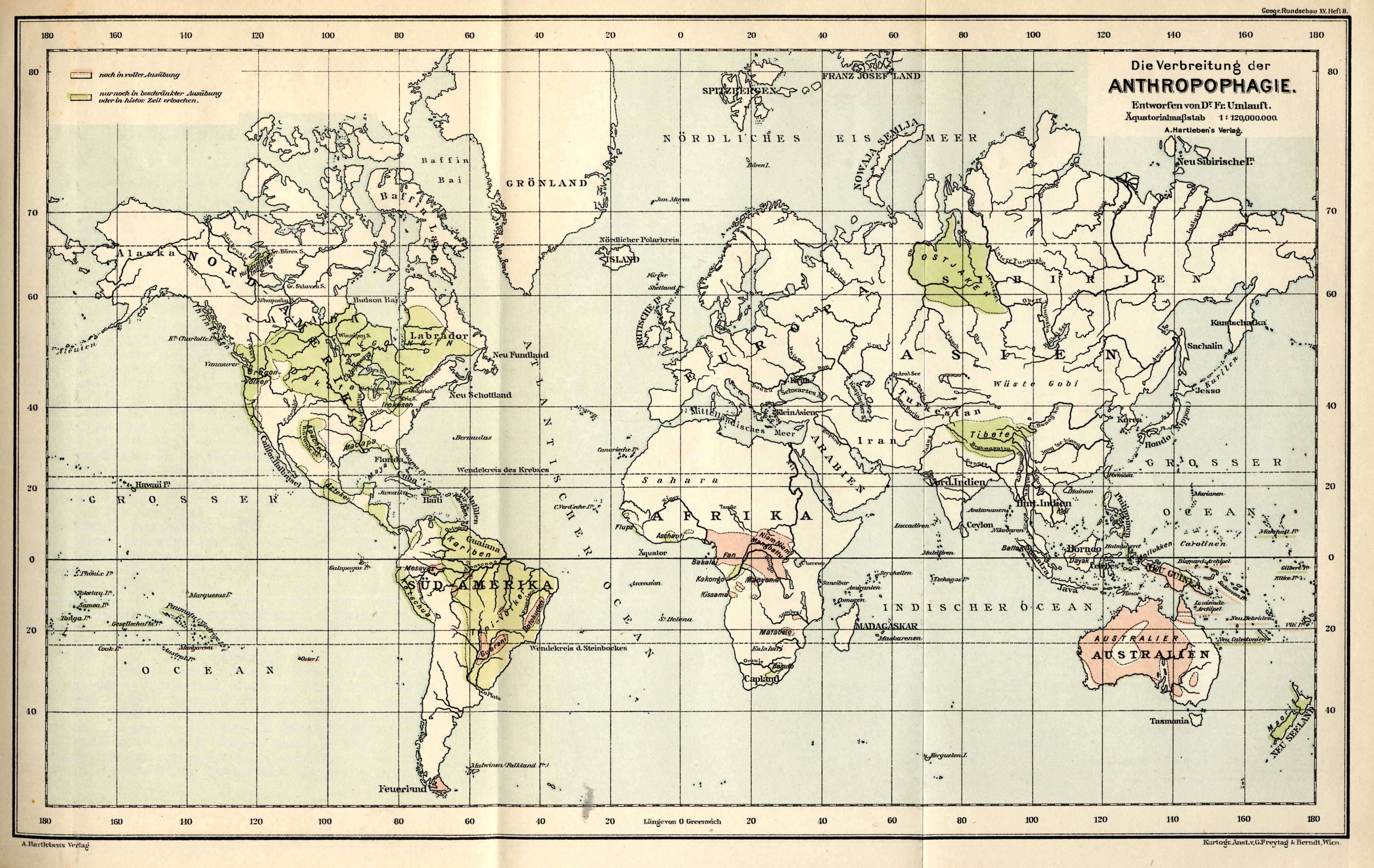
Verbreitungskarte ritueller Anthrophagie

Das Maskenfest der Asmat, auch Bi Pokomban und pir, Yipai; ist ein ethnisch religiöses, zyklisch gefeiertes Ritual der Asmat, eines Volkes, das im Westen der indonesischen Provinz Papua Selatan auf der Insel Neuguinea lebt. Das Ritual verfolgt das Ziel, den Geistern der Verstorbenen zu beweisen, dass Harmonie im Dorf herrscht und die Ahnen (safan) dies wohlwollend zur Kenntnis nehmen mögen, damit deren Gunst bewahrt werden kann.
Es wird vermutet, dass das Maskenfest seinen Ursprung an den Flüssen Unir und Pomatsj hat und die Unterschiedlichkeit der Maskenkostüme sich erst später bildete. Riten – wie das Maskenfest – beruhen auf dem Glauben, dass jegliche Art von Leben, sei es das der Pflanzen, der Tiere oder schließlich der Menschen, durch den Geist der toten Ahnen beseelt werden muss, um die lebensnotwendigen Kräfte für den Eigenerhalt zu erfahren. Daher besteht die Pflicht, sich aktiv um positive Beziehungen zu ihnen zu bemühen. Das Maskenfest wird von der überwiegenden Mehrzahl der vielen verschiedenen Asmat-Gruppen gefeiert und unterliegt prinzipiell ähnlichen Manifestationen.

## Das Maskenfest in der neueren Geschichte der Asmat
Mit der Angliederung Westneuguineas im Jahr 1962 an Indonesien erfuhren sämtliche rituellen Feste der Asmat eine temporäre Zäsur, da die indonesischen Verwaltungsbehörden unterstellten, es handle sich um Riten, die Kopfgeld und Kannibalismus förderten. Das vormalige Protektorat der Vereinten Nationen ließ die Asmat in ihrem Ahnenkult noch gewähren. Die Ablösung der Zuständigkeiten veranlasste die indonesische Obrigkeit die Zeremonialbauten der Asmat zu zerstören und absolute Verbote für rituelle Feste jedweder Art zu verhängen.
Anfang der 1980er Jahre erfuhr die Region touristischen Aufschwung, sodass ein Umdenken einsetzte. Zunächst zögerlich, erteilte man Ausnahmegenehmigungen und lockerte die Restriktionen. Mit den Jahren wurden auch ungenehmigte Veranstaltungen geduldet. Bürokratische Ungeschicklichkeiten der indonesischen Verwaltung führten allerdings fortwährend zu Vernichtung und Wiederaufbau und Wiedervernichtung der Kultstätten, was zu Verunsicherung und Verstörung bei den Einheimischen führte. Das Selbstverständnis der rituellen Handlungen wurde weder erkannt noch ernsthaft kulturell geschützt. Die Basis der Beziehungen zu den Obrigkeiten beruht auf einer insoweit recht labilen Reziprozität.
Bis heute wird das Fest häufig missverstanden als Geister-Austreibung.

## Zweck des Maskenfestes
Hauptziel des bi pokomban ist neben der Beweisführung über die harmonischen Strukturen im Dorf das Anliegen, die Geister, die zu Lebzeiten tadelbehaftet lebten, zu erlösen und ins Reich der Ahnen zu führen. Die rituellen Handlungen sollen die „Lebensverfehler“ aus einer Zwischenwelt befreien, in die sie verbannt wurden, damit sie zu den Ahnen stoßen können. Diese Zwischenwelt, ainamipits genannt (übersetzt zumeist mit „leidende Menschen“), wird als „vorhöllisches Gefängnis“ verstanden, aus dem rituell herausgeführt werden muss. In die Zwischenwelt verbannen beispielsweise lebzeitige Streitsucht, Kriminalitäten wie Vergewaltigungen, die unverzeihliche Abkehr von der Familie oder die Verweigerung der Reparatur und/oder Instandhaltung von Zeremonialhäusern. Auch die (lediglich) fehlende Gelegenheit, nach Kopfjagdzügen die Namen der Opfer anlässlich des firauwi-Festes laut auszurufen, wird als Verfehlung in diesem Sinne verstanden.
Den Geistern kommt durchaus unterschiedlich hohes Ansehen zu. Macht und Einfluss zu Lebzeiten setzen sich im Achtungsbild vor dem Verstorbenen fort. Mächtige Menschen besitzen mächtige Geister, weniger bedeutende Geister werden mitbefreit. Familienmitglieder müssen den Erwartungen der mächtigen Geister gerecht werden, wollen sie sich nicht der Gefahr des Todes aussetzen, weil ihnen die lebensspendende Energie nicht zukommt. Je besser dabei die Beziehungen zu den Geistern gepflegt werden, desto eher wird die Harmonie im Dorf wahrgenommen werden und desto verlässlicher wird das kosmologische Gleichgewicht sein.
Das Maskenfest besteht aus mehreren Abschnitten. In allen Phasen des Festes muss optimale Harmonie im Dorf angestrebt werden, damit die Geister bei ihrer Ankunft von den friedlichen Beziehungen zwischen den Dorfbewohnern überzeugt werden können. Die Anwesenheit der Geister baut Ängste ab und vermittelt Sicherheit. Streitigkeiten und Kämpfe zwischen den Dorfbewohnern – wie sie gewöhnlicherweise an der Tagesordnung sind – werden mit Beginn des Festes, das sich über Monate hinziehen kann, eingestellt. Dieser disziplinarische Effekt führt zu Kameradschaft und Wiederaufnahme oft abgebrochener Kontakte.

## Veranstaltungspunkte des Maskenfestes
Das Maskenfest ereignet sich nach folgendem Ablaufplan:
- Vorbereitung des Festes
- Eröffnung des Festes
- Wiederherstellung der Pflege der Beziehungen zwischen den Geschlechtern, Individuen und Familien
- festliche Zwischenspiele
- Ankunft der manimar-Maske
- Ankunft der Geister und letztlich die
- kon-Zeremonie.

### Vorbereitung

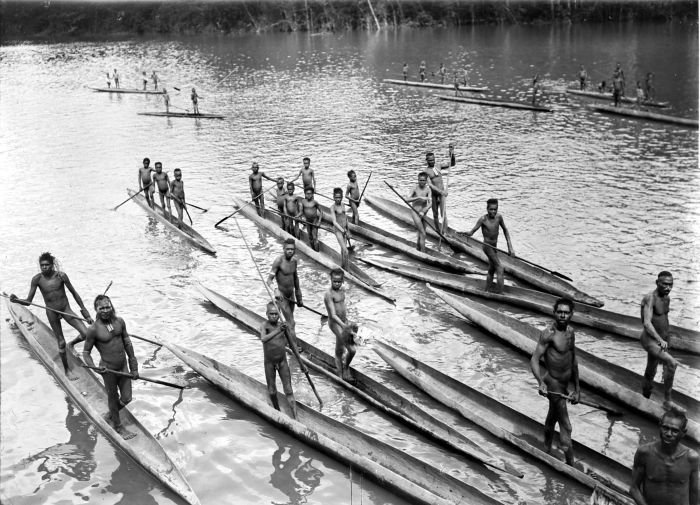
Asmat auf dem Lorentz

Die Häuptlinge jedes Dorfes treffen sich im Stammhaus eines auserwählten Dorfes und legen fest, welcher Verstorbenen besonders gedacht werden soll. Mit linksseitig geschulterten Steinäxten hintereinander her marschierend treffen sie ein und signalisieren das Bevorstehen eines speziellen Ereignisses. Die Familiengruppen werden auf ihre Ahnenlinien besprochen und die deme (Ahnen der Gastgeber) werden festgelegt. Diese Festlegung ist wichtig, da sich ein asmatisches Dorf in Sektionen unterteilt und die Gesamtverwandtschaftsverhältnisse jeweils geklärt werden müssen. Innerhalb einer Sektion leben Familienmitglieder, die auf gemeinsame Ahnen einer anderen Sektion zurückzuführen sind. Zumeist wird die biologische Anknüpfung an andere Sektionen durch Heirat bewirkt und durch die deme begutachtet. Festleiter wird der Häuptling der gastgebenden Sektion im Dorf. Festort wird dessen Zeremonialhaus (je). Die Maskenbildner werden sodann auserwählt und beauftragt, die Maskenkostüme zu flechten. Den Zuschlag für diese Aufgabe erhalten Abkömmlinge der deme. Die Hauptmaske (Manimar-Maske), die eine mythologische Gestalt verkörpert, erstellt ein zusätzlich ausgewählter Mann.

### Eröffnung
Das Fest wird durch Wehklagen der Frauen eingestimmt. Darin liegt ein Zeichen der Trauer, denn die Geister der Verstorbenen werden vermisst. Eine beobachtete Zeremonie begann damit, dass mit Einbruch der Dunkelheit die Häuptlinge mit männlichen Dorfbewohnern in Einbäumen am Ufer des Dorfes entlang paddelten und laut riefen. Wie Krieger geschmückte Frauen schossen stumpfe Pfeile auf die Männer ab, welche vorgaben, verletzt zu sein, was unter Freudesbekundungen der Beteiligten geschah. Manche Frauen überreichten Sago. Dieser wurde gebrannt und zum Festhaus (dem temporären Domizil der Maskenflechter) gebracht. Dort wurde er an die Maskenflechter übergeben. Zu wiederkehrenden Trommelschlägen wurden traurige Weisen angestimmt und sporadisch stimmten Frauen Klagerufe an. Am Folgetag wurden die verletzten Männer verarztet. Die Stimmung wurde ausgelassen und heiter. Im Zusammenspiel mit dem lebhafter werdenden Trommelschlag bekamen die Frauen erneut Gelegenheiten, die Männer sinnbildlich anzugreifen. Schlechte Behandlung und mangelnde Aufmerksamkeit durch Brüder, Ehemänner und Liebhaber durften so „gerächt“ werden. Dieses Spektakel erhielt sich eine spielerische Leichtigkeit, die bei allen Beteiligten gute Stimmung besorgte. Es wurde klar, dass die Verletzungen bei den Männern, die nicht zurückschlagen durften, willkommen waren, waren sie nämlich tatsächlich Ausdruck interessierter Zuneigung seitens der Frauen. Die Zielrichtung der Angriffe wandelt sich häufig in Heiratsabsichten, die oft das Fest erst erlaubte, denn die Familien sind untereinander zumeist verstritten. Begünstigt wurde dieses Verhalten dadurch, dass für die Dauer dieses recht lange währenden Festes Friedenspflicht zwischen den Familien des Dorfes besteht, die nie gebrochen werden darf.

### Festliche Zwischenspiele
Die Zeit zwischen der Eröffnung des Festes und dem festlichen Höhepunkt wird vornehmlich zur Herstellung der Masken genutzt. In freudiger Erwartung der fortschreitenden Maskenproduktion nimmt das Dorf an diesem Prozess lebhaft teil, denn die Maskenflechter bedürfen besonders zuvorkommender Behandlung und werden reichlichst mit Essen (Sago mit Sagolarven gespickt und anderen, zumeist erjagten, Leckereien) versorgt. Die Arbeit der Maskenflechter schöpft ärmellos geflochtene Westen mit angefügten Kopfbedeckungen samt Nasen-, Augen- und Mundöffnungen. Weiße und ockerfarbene Augensimulationen werden über die eigentlichen Augenhöhlen gemalt. Vom Scheitel der Maske ragt ein bei manchen Sektionen federgeschmückter Stock nach oben. Angebundene Sagofransen als Ärmel und Rock vervollständigen das Maskenkostüm. Die Schnüre der gewirkten Maskenkostüme bestehen aus zwei auf dem Oberschenkel zusammengedrehten Rindenbaststreifen des fum-Busches.
Den gewöhnlichen Festmasken gegenüber hebt sich nochmals imposanter die manimar-Maske ab. Diese sieht aus wie ein Sagofaser-behangener, umgedrehter Korb mit einer abschließenden hölzernen Kappe. Schnüre finden hier keine Verwendung. Verflochtene Rotanmarkstreifen übernehmen die Funktion der Stabilisierung der Tracht.
Während des Produktionsprozesses bleibt die feierliche Stimmung unter den Sektionen bestehen.

### Ankunft dermanimar-Maske
Das Erscheinen des manimar beruht auf einer mythologischen Grundlage. Die Mythe erzählt, dass ein regelmäßig verstoßener Waisenjunge, der nur selten bei seiner Bettelei um Nahrung erhört wurde, auf den Trick verfiel, sich eine Maske zu erstellen, mittels derer er die sagoerntenden Frauen des Dorfes erschrecken würde, um ihnen die Ernte abzunehmen. Dies gelang ihm häufig. Gezielt dabei ertappt und zur Rede gestellt, klagte der Junge sein Leid und wurde aus Mitleid adoptiert und versorgt.
Manimar ist seitdem Teil des rituellen Mythos des Maskenfestes. Er wird als Vorläufer und Überbringer der Nachricht der Ankunft der Geister verehrt. Seine Ankunft erregt das zusammengelaufene Volk. Taumelnd tanzend gesellt er sich unter das Volk. Dabei verschreckt er im rituellen Akt Personen (insbesondere Kinder), die er jagt. Die Kinder wehren sich und fordern ihn auf, das Dorf zu verlassen, da er ein Eindringling und zudem Waise sei. Sie bewerfen ihn mit Samenkapseln und schimpfen. Immer wieder verfolgt der manimar im Gegenzug einzelne Personen. die er sich für eine Verfolgung auserkoren hat. Im Laufe des Nachmittags verschwindet er wieder.

### Ankunft der Geister
Am Folgetag der Ankunft des manimar kommen auch die Geister an. Sie werden begrüßt und nach ihrem Wohlergehen befragt. Die stets geschlossen gestellten Fragen verlangen die Antwort: „Ja.“ Die Geister sprechen nicht, weshalb sie nur mit dem Kopf nicken können.
Ein gemeinsames abendliches Tanzfest zum Rhythmus der Trommeln und Lieder folgt. Es wird der Fruchtbarkeit des Dorfes gehuldigt. Vor Sonnenaufgang noch überwandern die Geister ausgelegte Speere – Symbol der Grenze zur jenseitigen Ahnenwelt – und werden laut und bedeutungsvoll verabschiedet.

### Diekon-Zeremonie
Den Festhöhepunkt bildet die abschließende kon-Zeremonie. Mittelpunkt dieses Ritus sind kunstvoll gefertigte Rattan-Armreifen (kon), die von ihren Empfängern in einem rituellen Akt vom Handgelenk auf den Oberarm platziert werden müssen. Empfänger der Armreifen sind frisch Adoptierte. Eine Adoption im herkömmlichen Rechtssinne ginge zur Einschätzung dieses Ritus fehl. Den Adoptivlingen wird diese Gunst erwiesen, weil sie einem frisch Verstorbenen in Körperbau oder Gesichtszug oder auch aufgrund persönlicher Eigenheiten bzw. Fähigkeiten ähnlich sind. Die Macht des Verstorbenen geht bei diesem Prozess auf den Adoptivling über. Zusammen mit seiner eigenen Macht steigert er seine Kraft- und Machtverhältnisse. Familiäres und politisches Ansehen profitieren hiervon deutlich. An Kopf und Torso rot, weiß und schwarz angemalt (gebranntes Lehmpulver, gebrannter Muschelkalk und Holzkohle), erhalten die aus dem Festhaus ins Freie geführten Begünstigten ihre Armreifen über das Handgelenk gestreift. In einem feierlichen Akt gilt es, diese mit hochgestreckten Armen und einstimmigem whuuuh richtig zu positionieren.
Einige Zeit später sind die Adoptivlinge verpflichtet, ihren Familien Fische oder Wildschwein zu bringen, um deren Wohlverhalten gebührend zu erwidern.

## Lieder des Maskenfestes
- Lied-Ausschnitt zu Zeiten der festlichen Zwischenspiele:

„Was ist so weiß am anderen Ufer des Flusses? Das ist Beripir mit einer weißen Muschel. Er bringt sie hierher, eine weiße Muschel, um die Maskenschnüre zu schneiden.“

„Ihr Geister aus der Welt, die in Richtung des Meeres liegt, bleibt für immer dort mit Euren Verwandten. Geht, geht, geht. Ihr kennt den Weg zu ihnen“

- Lied-Ausschnitt für den manimar:

„Manimar wartet auf der anderen Seite des Flusses. Er hat keinen Einbaum. Manimar ist verlassen und schläft dort in der Dunkelheit. Manimar, steige in den Geister-Einbaum, komm komm, komm, rudere über den Pomats-Fluss“